# Cirurgia reconstructiva
La cirurgia reconstructiva o reparadora és una de les grans àrees de la cirurgia plàstica, tot i que aquestes tècniques també són realitzades per altres especialistes: cirurgians plàstics, otorrinolaringòlegs, cirurgians maxil·lofacials, oftalmòlegs especialistes en cirurgia oculoplàstica, cirurgians ortopèdics i traumatòlegs, uròlegs, ginecòlegs, en funció de la regió anatòmica i de la patologia que es tracti.
Solen agrupar-se en els tractats de cirurgia reconstructiva en capítols de:
1. tractament de les cremades i cirurgia plàstica de les seves seqüeles;
2. cirurgia plàstica de membres i mans;
3. cirurgia plàstica infantil;
4. cirurgia maxil·lofacial;
5. cirurgia plàstica oncològica[1]